# 費多里夫卡 (納代日迪夫卡長老區)
49°10′40″N 36°35′2″E / 49.17778°N 36.58389°E
費多里夫卡（烏克蘭語：Федорівка）是位於烏克蘭東部的村莊，由哈爾科夫州洛佐瓦區洛佐瓦市鎮的纳代日迪夫卡长老区負責管轄。該村處於別列卡河右岸，距離斯維亞圖希內1公里和德米特里夫卡1公里，始建於1900年，面積0.53平方公里，海拔高度86米，2001年人口205。